# Lytorhynchus kennedyi
Lytorhynchus kennedyi är en ormart som beskrevs av Schmidt 1939. Lytorhynchus kennedyi ingår i släktet Lytorhynchus och familjen snokar. Inga underarter finns listade i Catalogue of Life.
Denna orm förekommer i Syrien, Jordanien och kanske i sydvästra Irak. Honor lägger ägg.
Arten listas inte av IUCN. Populationen infogas där som synonym i Lytorhynchus diadema.